# Hela Besbes
Pour les articles homonymes, voir Besbes.
Hela Besbes, née le 28 février 1987 à Abou Dabi, est une escrimeuse tunisienne pratiquant le sabre individuel. Elle est la sœur des escrimeuses Sarra, Azza et Rim Besbes, ainsi que de l'escrimeur Ahmed Aziz Besbes.

## Biographie
L'escrime est une histoire de famille pour Hela Besbes. En effet, sa mère Hayet Besbes a été la figure de proue de l'escrime féminin en Tunisie alors que son père Ali Besbes a été un ancien basketteur, ancien membre du bureau directeur de la Fédération tunisienne d'escrime et professeur à l'Institut supérieur d'éducation physique de Tunis. Ses trois sœurs, Azza, Rim et Sarra, et son frère Ahmed Aziz font partie de l'équipe de Tunisie d'escrime.
Née et élevée dans un milieu d'éducateurs rigoureux et de sportifs de haut niveau, Hela Besbes s'installe à l'âge de 22 ans à Paris pour progresser, conciliant ses études avec la pratique du sport. Elle intègre l'Association sportive féminine de Tunis. En 2009, elle intègre le club parisien de l'US Métro avec sa sœur Azza.
Même si elle vit en France, elle est rattachée à la Fédération tunisienne d'escrime.

## Palmarès

### Sabre
- Jeux africains
  -  Médaille d'or en individuel aux Jeux africains de 2007 à Alger
  -  Médaille d'or par équipes aux Jeux africains de 2007 à Alger

- Jeux panarabes
  -  Médaille d'or en individuel aux Jeux panarabes de 2007 au Caire
  -  Médaille d'or par équipes aux Jeux panarabes de 2007 au Caire

- Championnats d'Afrique
  -  Médaille d'or par équipes aux championnats d'Afrique 2006 à Casablanca
  -  Médaille d'or par équipes aux championnats d'Afrique 2008 à Casablanca
  -  Médaille d'or par équipes aux championnats d'Afrique 2009 à Dakar
  -  Médaille d'or par équipes aux championnats d'Afrique 2010 au Cap
  -  Médaille d'or par équipes aux championnats d'Afrique 2011 au Caire
  -  Médaille d'or par équipes aux championnats d'Afrique 2012 à Casablanca
  -  Médaille d'or par équipes aux championnats d'Afrique 2013 à Casablanca
  -  Médaille de bronze individuel aux championnats d'Afrique 2015 au Caire
  -  Médaille de bronze en individuel aux championnats d'Afrique 2006 à Casablanca
  -  Médaille de bronze en individuel aux championnats d'Afrique 2008 à Casablanca
  -  Médaille de bronze en individuel aux championnats d'Afrique 2009 à Dakar
  -  Médaille de bronze en individuel aux championnats d'Afrique 2010 à Tunis
  -  Médaille de bronze en individuel aux championnats d'Afrique 2011 au Caire
  -  Médaille de bronze en individuel aux championnats d'Afrique 2012 au Cap
  -  Médaille d'or par équipes aux championnats d'Afrique 2015 au Caire

- Championnats de Tunisie (à Tunis)
  -  Médaille d'or en individuel aux championnats de Tunisie 2003
  -  Médaille d'or par équipes aux championnats de Tunisie 2003
  -  Médaille d'or en individuel aux championnats de Tunisie 2004
  -  Médaille d'or par équipes aux championnats de Tunisie 2006
  -  Médaille d'or par équipes aux championnats de Tunisie 2009
  -  Médaille d'or en individuel aux championnats d'Afrique 2009
  -  Médaille d'or par équipes aux championnats d'Afrique 2014
  -  Médaille d'or en individuel aux championnats de Tunisie 2015
  -  Médaille d'or par équipes aux championnats de Tunisie 2015
  -  Médaille d'argent par équipes aux championnats de Tunisie 2004
  -  Médaille d'argent en individuel aux championnats de Tunisie 2005
  -  Médaille d'argent par équipes aux championnats de Tunisie 2005
  -  Médaille d'argent en individuel aux championnats de Tunisie 2006
  -  Médaille d'argent en individuel aux championnats de Tunisie 2007
  -  Médaille d'argent par équipes aux championnats d'Afrique 2007
  -  Médaille d'argent en individuel aux championnats de Tunisie 2008
  -  Médaille d'argent par équipes aux championnats d'Afrique 2008
  -  Médaille d'argent en individuel aux championnats de Tunisie 2013
  -  Médaille de bronze en individuel aux championnats de Tunisie 2014

### Fleuret
- Jeux africains
  -  Médaille d'or par équipes aux Jeux africains de 2007 à Alger

- Championnats de Tunisie (à Tunis)
  -  Médaille d'or par équipes aux championnats de Tunisie 2008
  -  Médaille d'argent en individuel aux championnats de Tunisie 2008

### Épée
- Jeux africains
  -  Médaille d'or par équipes aux Jeux africains de 2007 à Alger

- Championnats de Tunisie (à Tunis)
  -  Médaille d'or par équipes aux championnats de Tunisie 2007
  -  Médaille d'or par équipes aux championnats de Tunisie 2006
  -  Médaille d'argent en individuel aux championnats de Tunisie 2006